# Forêt de Pineto
La forêt de Pineto est un massif forestier de Haute-Corse, au centre de la Corse. Elle occupe une superficie de 160,16 hectares. C'est une forêt territoriale, propriété de la Collectivité territoriale de Corse.

## Géographie
La forêt de Pineto s'étend sur le territoire de trois communes des pièves de Rostino et Vallerustie en Castagniccia, qui sont, du nord au sud, Gavignano (61,09 ha), Saliceto (85,834 8 ha), et Aiti (16,753 7 ha). 
Elle occupe le nord-ouest d'un chaînon montagneux secondaire s'articulant au niveau de la Punta di Caldane (1 724 m), sur la chaîne principale du massif schisteux du Monte San Petrone. Ce chaînon isole la Castagniccia occidentale de la région cortenaise et du Bozio.
La forêt de Pineto s'étale entre 340 m et 810 m d'altitude, sur les flancs occidentaux de la crête de Pineto qui est orientée dans un axe Nord-Sud, depuis la Cima d'Alpa (696 m) jusqu'à la Cima Ferletta (875 m).
Le ruisseau de Valliccone affluent du Golo, y prend source en son milieu, à environ 450 m d'altitude. 

## Patrimoine naturel
La forêt de Pineto est concernée par :

### ZNIEFF
Forêt de Pineto
La ZNIEFF de 2e génération « Forêt de Pineto » a une superficie 1 000 ha, couverte majoritairement de forêts de conifères et de forêts de chênes verts. L'intérêt de la zone est marqué par la présence de l'Autour des palombes (Accipiter gentilis (Linnaeus, 1758)), une espèce déterminante.
La zone est inscrite à l'Inventaire national du patrimoine naturel sous la fiche 940004147 - Forêt de Pineto.

### Natura 2000

#### Zone de Protection Spéciale (Dir. Oiseaux)
Forêts Territoriales de Corse
La forêt de Pineto à peuplement pur de Pins maritimes sur une petite surface, fait partie de la zone qui couvre une superficie totale de 13 223 ha.
Cette zone est inscrite à l'Inventaire national du patrimoine naturel sous la fiche FR9410113 - Forêts Territoriales de Corse.

## Gestion
La forêt de Pineto qui est inhabitée, est gérée par l'ONF. Son identifiant est F24216J.
Elle est divisée en séries. 64 ha sont en série de production de bois, et 97 ha en série sylvo-pastorale.
Il est prévu une récolte de 151 m3 de résineux annuellement.

## Accès
La forêt n'est traversée par aucune route. Seules des pistes forestières permettent d'y circuler aux seules personnes autorisées (exploitation de la forêt, sa surveillance, lutte contre les incendies, etc.).
L'accès se fait par la route D 238 depuis le lieu-dit Fornelli.

## Essences
Les essences présentes à Pineto sont :
- Pin maritime : 89%.
- Arbousier : 9%
- Cyprès Arizona 1%
- Divers : 1%

## Faune
La faune sauvage est remarquable avec l'Autour des palombes (Accipiter gentilis (Linnaeus, 1758)).
La zone comporte également 53 espèces intéressantes : faune (batraciens, mammifères, oiseaux) et flore (dont les trois espèces endémiques strictes Cistus creticus var. corsicus (Loisel.) Greuter, 1967, le Genêt de Corse (Genista corsica (Loisel.) DC., 1815) et le Peucédan de Corse (Peucedanum paniculatum Loisel., 1807).

## Dangers
La forêt de Pineto est très vulnérable au feu. Aussi, des citernes d'eau sont disposées par l'ONF pour lutter contre les incendies.